# Димитър Софкаров
Димитър Андреев Софкаров е български просветен деец от Македония.

## Биография
Димитър Софкаров е роден в 1881 година във Велес, тогава в Османската империя, днес Северна Македония. Завършва Българската духовна семинария. Преподава в Скопското българско педагогическо училище. През учебната 1911/1912 година е преподавател в Скопското българско свещеническо училище. След Междусъюзническата война се преселва в България. Учителствува в няколко родопски селища, но най-много се спира в Устово, където дълги години е директор на прогимназията. Последните години от живота си прекарва в Чепеларе. 
Почива на 29 януари в 1946  година от сърдечен удар в пазарджишкото село Варвара.
Брат му, Георги Софкаров, е български военен деец, подполковник, член на Кюстендилското македонско братство.